# کائو سانتوس دا ماتا
کائو سانتوس دا ماتا (به پرتغالی: Cauê Santos da Mata) هافبک و Right-Back اهل برزیل است که در شهر سالوادور-باهیا و در تاریخ ۱ مهٔ ۱۹۸۶ به دنیا آمده‌است.
کائو سانتوس دا ماتا در تیم‌های فوتبال Vitória سابقهٔ حضور دارد.